# Maununsaari (ö i Södra Österbotten)
Maununsaari är en ö i Finland. Den ligger i sjön Peränne och i kommunen Etseri i den ekonomiska regionen  Kuusiokunnat  och landskapet Södra Österbotten, i den sydvästra delen av landet, 260 km norr om huvudstaden Helsingfors. Öns area är 2 hektar och dess största längd är 210 meter i nord-sydlig riktning.